# Astérix chez les Belges
Astérix chez les Belges est le vingt-quatrième album de la bande dessinée Astérix, publié en 1979, scénarisé par René Goscinny et dessiné par Albert Uderzo.

## Résumé
Les Romains du camp retranché de Laudanum, revenus traumatisés d'une campagne en Belgique, apprennent aux villageois que Jules César lui-même a décrit les Belges comme étant « les plus braves de tous les peuples de la Gaule ». Vexé, Abraracourcix, le chef du village, décide d'aller en Belgique constater lui-même ce qu'il en est et de défendre la réputation des Gaulois. Astérix, Obélix et Idéfix l'escortent, avec peu d'enthousiasme.
Les Gaulois y font la connaissance d'une tribu belge menée par les chefs Gueuselambix et Vanendfaillevesix. Fiers que César les considère comme « les plus braves », les Belges sont amusés par le comportement d'Abraracourcix. Pour régler cette querelle — jugée futile par Astérix —, tous décident d'organiser un concours arbitré par César lui-même : ceux qui, des trois Gaulois ou de la tribu belge, détruiront le plus de camps romains dans la région auront gagné et seront déclarés « les plus braves ».
Après la destruction de divers camps de la région — ainsi que le naufrage accidentel du bateau des pirates qui passaient par là —, Gaulois et Belges sont ex aequo.
Le légat romain Volfgangamadéus, alerté par ces attaques et croyant à un soulèvement général belge et gaulois, part à Rome prévenir Jules César. Ce dernier, fatigué des incessantes critiques du Sénat lui reprochant l'inefficacité de sa campagne, décide de se rendre en Belgique en personne.
Astérix, Obélix et Abraracourcix, apprenant l'arrivée de César, vont à sa rencontre pour parlementer, utilisant un drapeau blanc en dentelle offert par des paysans. Ils apprennent à l'imperator l'existence du concours entre Gaulois et Belges et lui demandent de les départager. Consterné et vexé, César planifie une attaque dans une plaine pour défaire les Belges "une fois" pour toutes et laver ainsi son honneur.
Une bataille épique s'engage, opposant les tribus belges aux troupes conduites par César. L'armée romaine domine d'abord ses adversaires qui commencent à se replier. Mais l'intervention d'Astérix, Obélix et Abraracourcix change l'issue du combat — qui, accessoirement, fait fuir les pirates échoués sur une côte voisine. Les Romains, vaincus, se retirent. Avant de rentrer à Rome, César, humilié, livre son verdict pour le concours : Gaulois et Belges sont « aussi fous les uns que les autres ». Abraracourcix et Gueuselambix rient aux éclats et le village belge organise un banquet pour célébrer l'événement.
Les Gaulois rentrent dans leur village armoricain, où un autre banquet les attend pour fêter le résultat du concours : les deux nations sont à égalité.

## Personnages principaux
- Les habitants du village gaulois, dont : 
  - Astérix, guerrier,
  - Obélix, livreur de menhir,
  - Idéfix, chien d'Obélix,
  - Ordralphabétix, poissonnier,
  - Cétautomatix, forgeron,
  - Assurancetourix, barde,
  - Agecanonix, vieillard,
  - Abraracourcix, chef du village,
  - Panoramix, druide,
  - Bonemine, épouse d'Abraracourcix,
- Romains du camp de Laudanum,
- Gueuselambix, chef belge Nervien,
- Vanendfaillevesix, chef belge ménapien,
- Maelenkolix, guerrier belge bellovaque,
- Vandeuléflix, guerrier belge éburon,
- Madamboevarix, guerrier belge suession,
- Romains d'un camp en Belgique, dont Claudius Trottemenus,
- Nicotine, épouse de Gueuselambix,
- Romains d'un camp en Belgique, dont Saintlouisblus,
- Les pirates, dont : 
  - Barbe-Rouge (non nommé), chef des pirates,
  - Triple-Patte (non nommé), pirate unijambiste disant des citations latines,
  - Baba (non nommé), vigie des pirates,
- Volfgangamadéus, légat romain en Belgique,
- Sousentendus, sénateur romain,
- Jules César, imperator romain,
- Vandécosmétix, guerrier belge ménapien,
- Manneken, petit garçon belge, fils de Boetanix et d'Amoniake,
- Boetanix, paysan belge,
- Amoniake, épouse de Boetanix,
- Parterredecrocus, centurion romain.

## Analyse

### Décès de René Goscinny

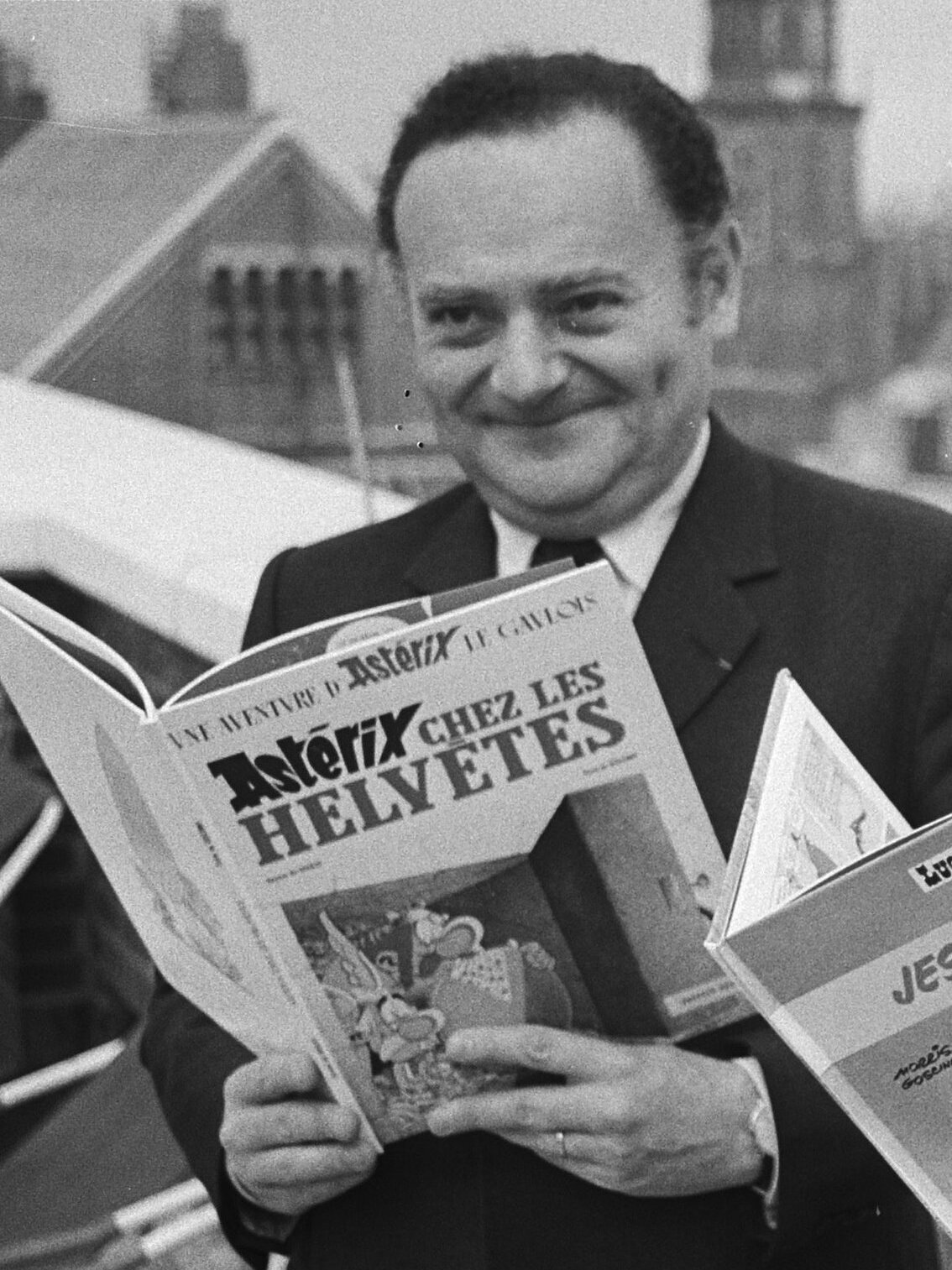
René Goscinny (1926-1977), scénariste des 24 premiers albums dAstérix.

Cet album est le dernier de la série écrit par René Goscinny, décédé le 5 novembre 1977 pendant la réalisation de la BD : il restait huit pages au dessinateur Albert Uderzo à réaliser, lorsque le scénariste d'Astérix est mort. Pour lui dire au revoir, Uderzo a dessiné, dans la dernière case de l'album, un petit lapin qui part en pleurant : c'est un clin d'œil au fait que Goscinny et son épouse s'appelaient couramment « mon lapaing » (avec l'accent niçois de son épouse). L'album ne paraîtra que deux ans après la disparition de son scénariste, en 1979.

### Scénario

#### Inspiration
L'histoire naît d'une citation extraite des Commentaires sur la Guerre des Gaules de Jules César : Horum omnium fortissimi sunt Belgae, « De tous ceux-là (= De tous les peuples de la Gaule) les plus courageux sont les Belges ». Elle est parfois réduite à la formule Fortissimi sunt Belgae (« Les Belges sont les plus braves. »).

#### Les Belges et la Belgique

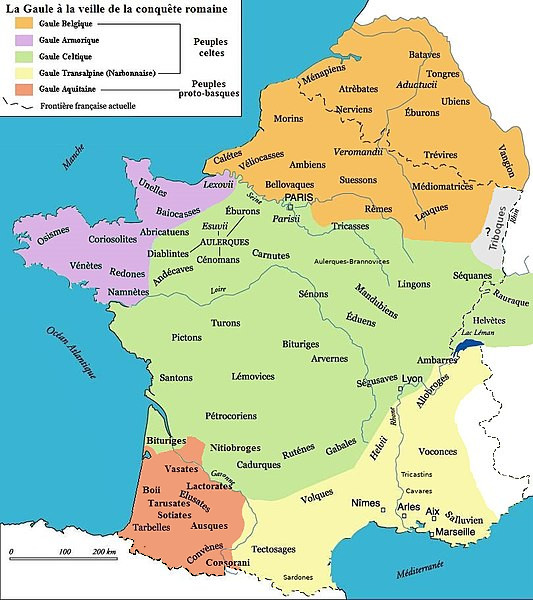
Carte de la Gaule, avec en orange la Belgique.

Après la Bretagne, l'Hispanie, l'Helvétie et la Corse, Astérix et Obélix partent découvrir la Belgique : les auteurs livrent un nouveau florilège de références et de clichés. Il s'agit plus précisément de la future Gaule Belgique, (Gallia Belgica en latin), l'une des quatre provinces romaines (avec la Gaule aquitaine, la Gaule lyonnaise et la Gaule narbonnaise) qui sera créée par Auguste au début de son principat à partir des conquêtes effectuées par Jules César en Gaule entre 58 et 51/50 av. J.-C. La Belgique d'Astérix correspond à la Belgique et au Luxembourg actuels ainsi qu'aux régions françaises actuelles du Nord-Pas-de-Calais, de Picardie, de Champagne-Ardenne, de Lorraine et d'Alsace.
La réplique du chef belge Gueuselambix « Bellovaques, Suessions, Éburons, Atuatuques, Nerviens, Ceutrons, Grudii, Lévaques, Pleumoxii, Geidumnes, Ménapiens sont nos prénoms, Belge est notre nom de famille » (p10-c5) est une allusion à un poème d'Antoine Clesse : « Flamands, Wallons, / Ce ne sont là que des prénoms, / Belge est notre nom de famille ! ».
La réplique du chef belge Gueuselambix « Après des semaines et des semaines d'esclavage, on a décidé qu'on ne savait plus supporter ! » (p10-c6) est une allusion à une version des paroles de La Brabançonne, l'hymne national belge (« Après des siècles d'esclavage […] »).
Le légionnaire Claudius Trottemenus (p. 19) est de la 1re légion, 3e cohorte, 2e manipule, 1re centurie, comme l'ont été Astérix et Obélix eux-mêmes dans Astérix légionnaire.
Quand Abraracourcix marchant à travers la plaine belge fait un commentaire sur le paysage, Gueuselambix répond : « Dans ce plat pays qui est le mien, nous n'avons que des oppidums pour uniques montagnes » (p. 16-c3). C'est une référence à la chanson Le Plat Pays, dans laquelle Jacques Brel chante « Avec des cathédrales pour uniques montagnes ». Ce détail n'apparaît pas dans les traductions de l'album en langues étrangères.
Les villageois belges ont deux chefs issus de deux tribus différentes, ce qui est un clin d'œil au problème de langue entre néerlandophones et francophones. Ainsi, lors d'un banquet, les deux chefs belges se disputent un morceau de langue de sanglier, ce qui fait dire à Nicotine : « Il y a toujours un problème de langue entre ces deux castars là ! » (p. 17-c9).
Le nom de Vanendfaillevesix s'explique par l'anglais « one and five six » prononcé avec un fort accent belge ; le jeu de mots peut aussi potentiellement concerner la ville de Vannes, dans le Morbihan, département 56, se disant « Vannes en fiv-six », ou encore un van immatriculé 56 d'où « Van en five-six ».
Dupond et Dupont, personnages de la bande dessinée belge Tintin, apparaissent dans l'album, vêtus de tenues belges et annonçant l'arrivée de Jules César dans leur style propre : « Jules César est arrivé en Belgique. – Je dirais même plus : Cules Jésar est arrivé en Gelbique » (p. 27-c7-8). Leurs phylactères sont dessinés dans le style des albums de Tintin et non dans celui des albums d'Astérix. Il s'agit d'un clin d'œil destiné à Hergé qui a dessiné dans Tintin et les Picaros (paru en 1976) un personnage déguisé en Astérix pendant le carnaval du San Theodoros.

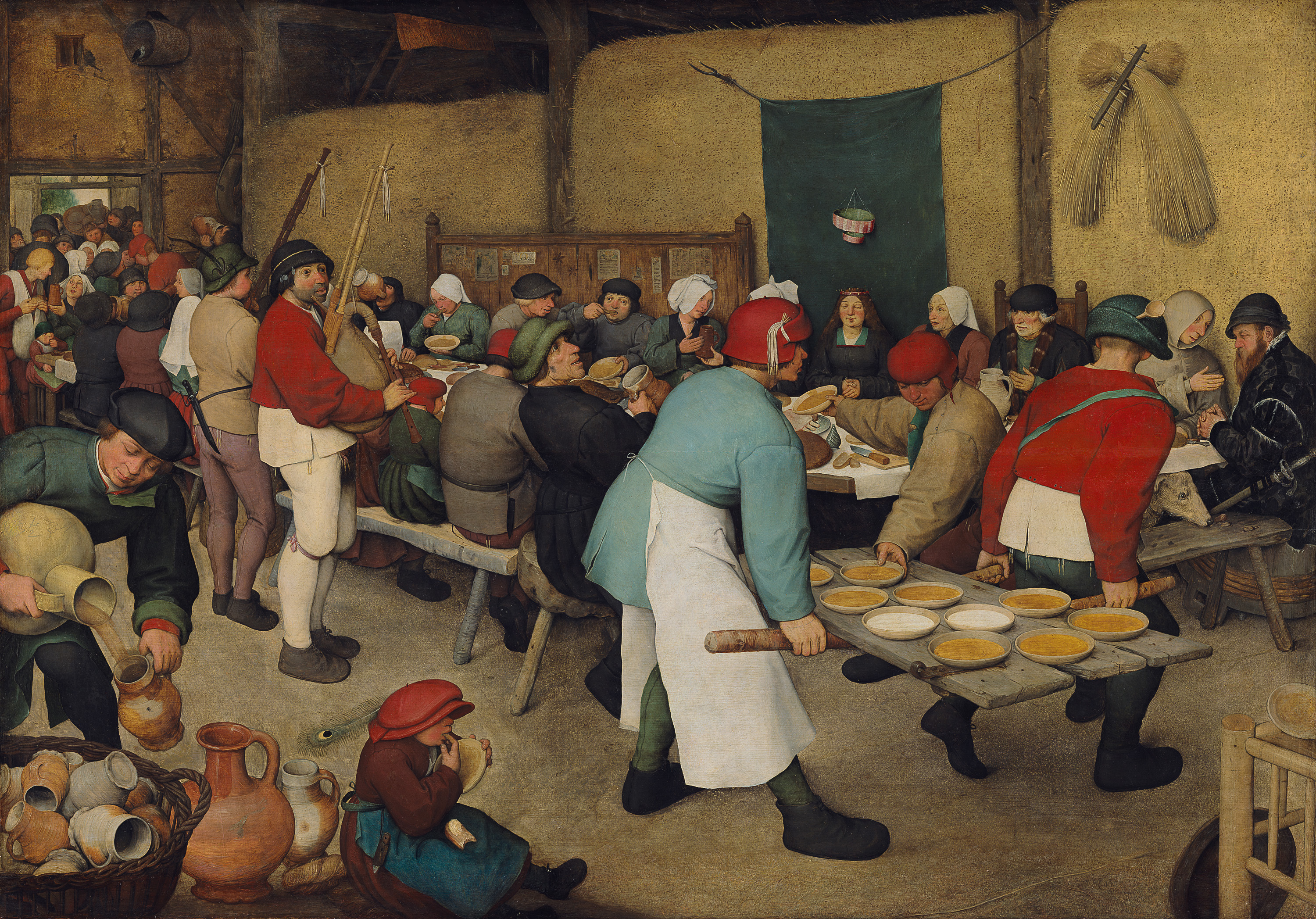
Le Repas de noce par Pieter Brueghel l'Ancien.

Le grand dessin du banquet au village belge à la fin de l'album est un pastiche du célèbre tableau de Pieter Brueghel l'Ancien (qui est d'ailleurs remercié) Le Repas de noce, localisé au Musée d'Art et d'Histoire de Vienne.
Quand Jules César décide de se rendre en Belgique, il quitte le Sénat en disant : « J'irai, je verrai, et je vaincrai », version au futur de sa fameuse phrase « Veni, vidi, vici ». (p. 30-c8).
De nombreux belgicismes apparaissent dans les répliques : « Faites blinquer les cuivres », « Donne une baise et tire ton plan », etc. On note aussi le remplacement systématique du verbe « pouvoir » par le verbe « savoir », clin d'œil à l'emploi occasionnel de « savoir » pour exprimer une capacité par les Belges francophones : par exemple p. 10-c6 « Après des semaines et des semaines d'esclavage, on a décidé qu'on ne savait plus supporter », p. 28-c1 « Ça tu ne sais pas savoir pourquoi il est venu », p41-c8 « Nous avons vaincu ! C'est le sauve qui sait général ». À noter que de nombreuses expressions prêtées aux francophones de Belgique s'avèrent inexactes et résultent d'une confusion entre plusieurs dialectes régionaux et provinciaux. En effet, le terme "une fois", servant à plusieurs reprises de ponctuation aux phylactères des Belges n'existe pas dans les dialectes de Wallonie. En revanche, on retrouve bien ce type de locution en argot bruxellois, notamment le brusseleer (dialecte issus des origines germaniques de la Belgique et du bilinguisme présent en région bruxelloise). A l'inverse, les expressions tels que "m'fi" (mon garçon) sont issus du wallon.
Quand Astérix propose à Gueuselambix, le premier chef du village belge, qu'Obélix et lui aillent voir Jules César pour lui proposer d'arbitrer le concours, il répond : « D'accord. D'après les renseignements qu'on vient de me donner, César a établi son quartier général à septante milles d'ici, environ » (p. 32-c3) : contrairement aux Français, les Belges ne disent ni « soixante-dix » ni « quatre-vingt-dix », mais « septante » et « nonante ».
En réponse à Gueuselambix qui invite les Gaulois pour dîner (p. 19-c7/8), Obélix remarque qu'ils dînent tôt et demande à quelle heure ils déjeunent. La réponse du Belge « Le matin en nous levant, fieu ! » fait faire à Obélix, frappant son index sur son front, le signe qu'ils sont fous. C'est que les Belges nomment leur repas du matin le « déjeuner » au lieu de « petit déjeuner », celui du midi le « dîner » au lieu de « déjeuner », et du soir le « souper » au lieu de dîner. Les Suisses romands utilisent les mêmes termes pour les dizaines et les repas, mais cela n'apparaît pas dans l'album Astérix chez les Helvètes.
Page 9 case 7 : Obélix rit en se remémorant le moment où il a attaqué les Romains qui voulaient faire payer un péage pour utiliser la voie romaine. Il conclut en disant « Je crois que ça va leur prendre des siècles avant de recommencer un coup comme celui-là ». Il s'agit d'une allusion au péage autoroutier français.
À la recherche de tissu pour faire un drapeau blanc de parlementaire, les héros rencontrent le petit Manneken, à qui ils demandent s'il y a une ville à proximité. Il leur répond qu'il n'y en a pas encore et les amène chez ses parents, qui les invitent à manger des « brassicae d'ici ». Comme expliqué plus tôt, le terme désigne les choux - les choux de Bruxelles, la ville à venir.
Le nom de Boetanix cultivant son jardin rappelle le Jardin botanique de Bruxelles.
Quand Astérix demande un tissu blanc, la femme belge Amoniake lui montre un ouvrage en dentelle, spécialité de plusieurs villes de Belgique : Bruxelles, Bruges, Binche (dentelle de Binche), etc.

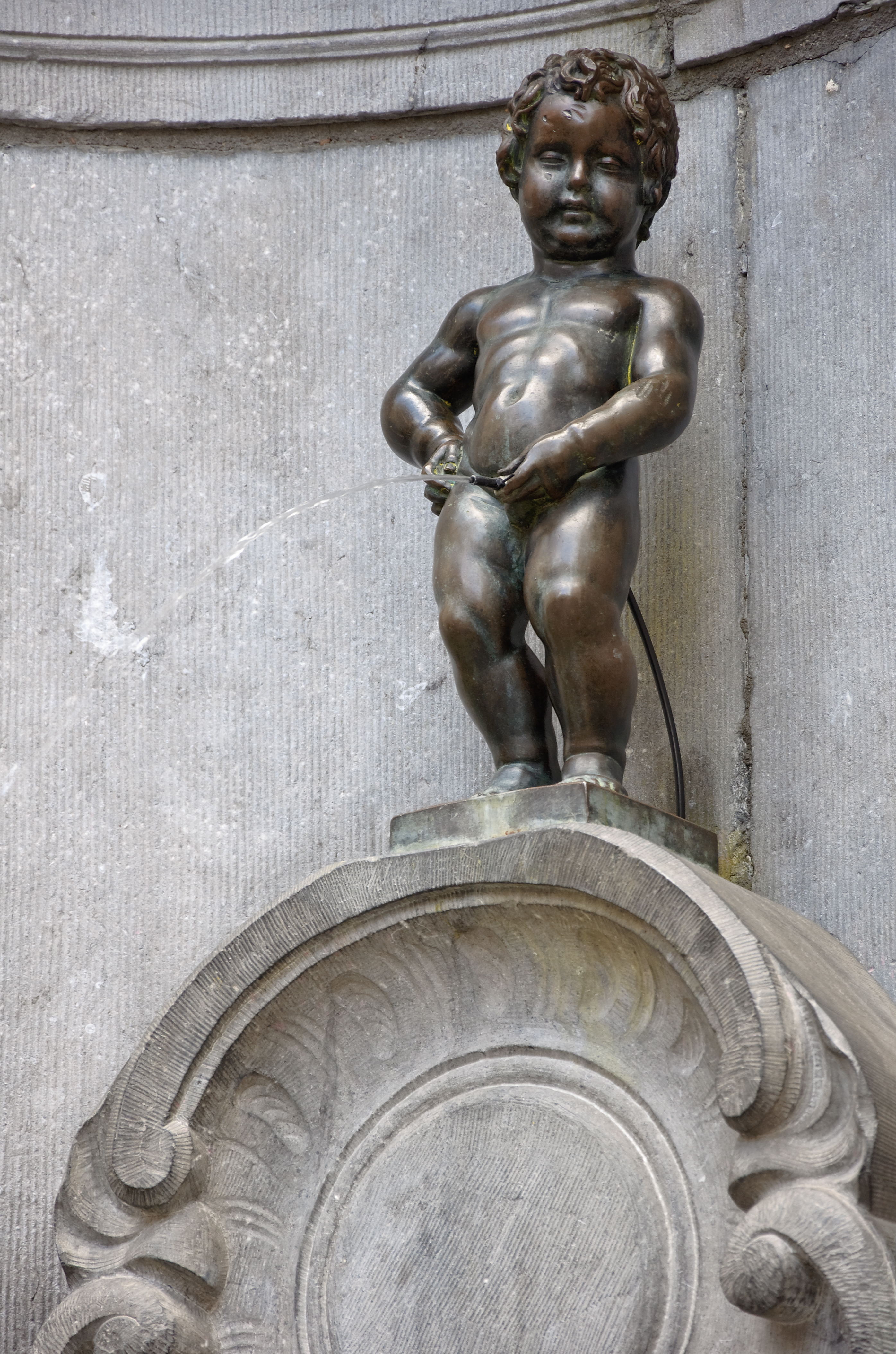
Le Manneken-Pis, à Bruxelles.

Lorsque Astérix et Obélix quittent la maison de Boetanix, le Belge qui leur a offert le drapeau blanc, le petit Manneken en sort pour se « soulager ». Le père dit alors : « Je me demande si notre fils Manneken ne boit pas de la cervoise en cachette ». C'est une allusion au célèbre monument de Bruxelles : le Manneken-Pis. On retrouvera la même allusion dans le film de 1976 Les Douze Travaux d'Astérix, dans le nom du cuisinier des Titans, Mannekenpix, qui se trouve être l'inventeur des frites.
La gastronomie belge est omniprésente dans l'histoire, jusque dans le nom d'un des deux chefs : Gueuselambix est une référence à la gueuze, type de bière obtenue à partir de l'assemblage de bières lambic. Lorsque le chef belge découvre un Romain faisant bouillir de l'huile, il lui demande si c'est pour faire frire des pommes, allusion aux frites de pommes de terre, spécialité belge. Plus tard, voyant Obélix avec un morceau de bois où sont accrochées des moules, il imagine un plat à base de moules et de pommes frites, en référence aux fameuses moules-frites belges, bien que la pomme de terre ne soit découverte qu'au XVIe siècle.
Les Bruxellois ne disent pas « c'est » mais « ça est ». De même, ils disent « on ne savait plus supporter » au lieu de «on ne pouvait plus supporter ». Cela fait référence à la façon de parler des Belges.
Nicotine a les traits de la chanteuse et actrice belge Annie Cordy. Le légionnaire qu'on voit sur les pages 7 et 8 a les traits de Pierre Tchernia. Manneken a les traits du Manneken-pis (page 33). Le messager rapide a les traits du cycliste belge Eddy Merckx. Les messagers annonçant l'arrivée de César ont les traits des Dupondt,.
Toute la bataille finale parodie le déroulement de la bataille de Waterloo, telle que la raconte Victor Hugo dans Les Châtiments, avec une paraphrase de son poème L'Expiation et de ses vers célèbres : « Waterloo ! Waterloo ! Waterloo ! Morne plaine ! », détournés en « Waterzooie ! Waterzooie ! Waterzooie ! Morne plat ! » (le waterzooï est un plat belge). D'où la note des auteurs sur la page de garde de l'album remerciant leurs confrères Brueghel l'Ancien et Victor Hugo. Quand César confond Astérix avec son subordonné Volfgangamadéus, c'est une allusion au fait que, durant la bataille de Waterloo, Napoléon Ier prit le Prussien Gebhard Leberecht von Blücher pour son maréchal Emmanuel de Grouchy. Par ailleurs, un centurion hurle « La garde meurt et ne se rend pas », reprenant à un mot près la citation attribuée à Pierre Cambronne, auquel il se voit répondre par un légionnaire « Tu sais ce qu'elle te dit, la garde ? », suggérant l'autre citation, bien plus concise, attribuée au général.
C'est seulement le quatrième voyage d'Abraracourcix en 24 albums : précédemment, il était allé en Grèce avec tout le village dans Astérix aux Jeux olympiques, il était allé en pays arverne lors de sa cure dans Le Bouclier arverne, et il était allé à Lutèce chez son beau-frère Homéopatix dans Les Lauriers de César.

### Chansons
- Il y a des menhirs sur toutes les voies… sur toutes les voies il y a des menhirs !, chanté par des Romains, parodiant "Y a des cailloux sur toutes les routes…" extrait de Les Cailloux, chanson de la Légion Etrangère[11] elle même chantée dans Astérix et les Goths.
- Je chante, je chante tout en latin, je chante, je suis Romain…, chanté par des Romains, parodiant Je chante, chanson de Charles Trenet.

### Citations latines
- Non licet omnibus adire Corinthum (Il n'est pas permis à tout le monde d'aller à Corinthe) : phrase prononcée par le pirate Triple-Patte.
- Ave Caesar, morituri te salutant (Salut César, ceux qui vont mourir te saluent) : phrase prononcée par un légionnaire apeuré.
- Alea jacta est (Le sort en est jeté) : phrase prononcée par un centurion.

## Tirage
L'album, également publié en feuilleton dans le quotidien du soir Le Monde, a été tiré originellement à 1 500 000 exemplaires.